# Церковь Димитрия Солунского (Елец)
Це́рковь Свято́го Великому́ченика Дими́трия Солу́нского — упразднённый православный храм в городе Елец ныне Липецкой области. Располагался в Беломестной слободе за рекой Сосной, ныне перекрёсток современных улиц Колхозная и Рабочая.

## История

### Основание
В середине XVI века территорию за рекой Сосной в Ельце на «Лутовом болоте» заселили свободные казаки, образовавшие так называемую Беломестную слободу.
С этим временем связывают и появление казацкого храма. Первая известная церковь была освящена в 1593 году в честь святого великомученика Димитрия Солунского, покровителя всех воинов. В летописи Троицкой церкви 1911 года история Дмитриевского прихода описывается так: «местность эта, представляющая собою вид полуострова, подарена была правительством с участками выгонной и пахотной земли до реки Дона на протяжении 45-верстного пространства некоему есаулу по фамилии Алымову и 12 донским казакам с тем, чтобы они охраняли Елец и жителей его от набегов враждебных народов и лиц».
Впервые священнослужители церкви святого Димитрия Солунского упоминаются в документах 1617 года «…поп Исаи прихожен своих места и в детей духовных руку положил…». В переписных книгах 1646 года именуется как «церковь Дмитрея Селунского за попом Федотом».
В переписных книгах 1691 года даётся подробное описание церкви «…деревянная, в той церкви Двери Царские, и Деисус, и местные иконы, и книги, и ризы, и всякая церковная утварь, и колокола. Строение попа Михаила. А мерою той церкви в длину с олтаём и с трапезою семь сажень, поперёг три сажени бес трети, и круг той церкви огорожено внов кладбище по наезду. А мерою того кладбища поперечнику по восточной стороне 28 сажень, по западной 11 сажен, а длин по южной стороне 41 сажень, по северной 35 сажен. А от церкви мерою до городьбы на восток 4 сажени с третью, на юг 10 сажен, на север 11, на запад 17».
Прежний деревянный Дмитриевский храм в 1772—1774 годах был заменён прихожанами на новый, о чём свидетельствует договор, заключённый между прихожанами и купцом Андрианом Володиным о строительстве новой церкви. Церковь была «на всю высоту сложена из дикого камня с деревянной колокольнею». По окончании строительства в храм были перенесены иконостас, иконы, книги и церковная утварь.
В конце XVIII века о Дмитриевском храме был сырой и ветхий. Во второй половине XVIII века значительно увеличилось число прихожан, к которым относились не только жители двух городских слобод, но и вновь причисленные к приходу жители окрестных деревень. Старая церковь стала мала для возросшего количества прихожан.

### Упразднение
Маловместительность и ветхость, а также частое подтопление церкви заставили прихожан задуматься о строительстве нового храма и выборе для него более удобного и высокого места.
К строительству новой церкви призвал священник Преображенской церкви отец Иоанн Жданов, он же самостоятельно начал строительство (принялся сам рыть котлован под фундамент).
Новый храм был построен к 1843 году и первоначально назывался по старинке Дмитриевским, но престол его был освящён в честь Святой Троицы. Старый Дмитриевский храм вскоре после постройке новой церкви был разобран. Площадь, где находилась церковь и кладбище, долгое время была пустынна, а на месте алтаря стояла небольшая часовенка. В середине XX века эта площадь была застроена.